# Cédron (rivière)
 (mars 2017).
Si vous disposez d'ouvrages ou d'articles de référence ou si vous connaissez des sites web de qualité traitant du thème abordé ici, merci de compléter l'article en donnant les références utiles à sa vérifiabilité et en les liant à la section « Notes et références ».
Le Cédron est un torrent israélien, qui coule au fond de la vallée du même nom à Jérusalem.
Souvent à sec, ses crues sont paradoxalement importantes[réf. nécessaire]. Il se jette dans la mer Morte près de Metsoke Dragot.